# 1056

## Esdeveniments

### Països Catalans
- Ramon Berenguer I es casa en terceres núpcies amb Almodis de la Marca.

### Món
- Enric IV esdevé rei d'Alemanya (llavors Sacre Imperi Romanogermànic)

## Necrològiques
- Anselm de Lieja (Anselmus Leodiensis), Lieja (Principat de Lieja), nascut a Colònia vers 1015, cronista de la vida dels prínceps-bisbes